# Mausoleum Schwegen 1
Das Mausoleum Schwegen 1 in der niedersächsischen Gemeinde Loxstedt, Ortsteil Schwegen, im Landkreis Cuxhaven, stammt aus der Mitte des 19. Jahrhunderts.
Das Gebäude steht unter Denkmalschutz (siehe auch Liste der Baudenkmale in Loxstedt).

## Geschichte
Auf einem kleinen Geestkern südöstlich von Büttel liegt das kleine Dorf Schwegen am rechten Ufer der Drepte. Hier war der ehemalige Meierhof der Familie Düring, des alten (1140) bremisch-niedersächsischen Adelsgeschlechts Düring. Nordwestlich begrenzt ein kleines Waldstück den Hof, in dem die Familie ein Mausoleum anlegen ließ.
Das eingeschossige Mausoleum in Backstein mit Satteldach, allseitig mit je drei spitzbogigen Blendnischen und mittiger Eingangstür in der giebelseitigen Hauptfassade, wurde 1862 (Inschrift) als Erbbegräbnis der Familie von Düring gebaut. Weitere Datierungen stammen von 1904 und 1992. Gesimse, Pfeilervorlagen und Lisenen gestalten die Fassade. Flankiert wird es von zwei Grabsteinen und umgeben von einer Einfriedung aus Findlingen.
Das Landesdenkmalamt befand u. a.: „… Die Erhaltung des kleinen Backsteinbaus mit spitzbogigen Nischen und Lisenen liegt aufgrund seiner geschichtlichen und künstlerischen Bedeutung im öffentlichen Interesse. ….“